# Parcul din Berhomet pe Siret
Parcul din Berhomet pe Siret (în ucraineană Берегометський парк) este un parc și monument al naturii de tip peisagistic de importanță locală din raionul Vijnița, regiunea Cernăuți (Ucraina), situat în orașul Berhomet pe Siret. Este administrat de consiliul local.
Suprafața ariei protejate constituie 3 hectare, fiind stabilită administrativ în anul 1984 prin decizia comitetului executiv regional. Statutul a fost acordat pentru conservarea parcului, a cărei temelie a fost pusă în 1890. Există 54 de specii și forme de copaci și arbuști, printre ei numărându-se doi arbori unici de Pseudolarix amabilis, precum și molid sârbesc, Juniperus virginiana, cucuta canadiană, tisa, arborele lalea, arbori din genul ginkgo, etc.